# Lista över Ghostbusters-spel
Denna lista är en beskrivning över dator- och TV-spel baserad på långfilmen Ghostbusters - Spökligan, uppföljaren Ghostbusters 2 och dess spinoff-serier The Real Ghostbusters och Extreme Ghostbusters.

## Ghostbusters
Det första spelet utvecklades av Activision baserad på långfilmen med samma namn. Den var designad av David Crane, producerad av Brad Fregger och släpptes till datorer 1984, och senare till flera olika spelkonsoler, inkluderad Atari 2600, Sega Master System och NES. Spelet går ut på att fånga spöken genom att åka omkring på en karta och komma till hus där det finns spöken, till det behöver spelaren köpa hjälpmedel för att fånga spökena. I slutet av spelet står följande text:
| ” | Conglaturation !!! You have completed a great game. And prooved the justice of our culture. Now go and rest our heroes ! | „ |
| – | |   |

NES-versionen utvecklades av Workss (senare ändrade namn till Bits Laboratory).
En omgjord version av Spectrumversionen släpptes som fri programvara till Windows.

## The Real Ghostbusters
Det första spelet baserad på den tecknade TV-serien släpptes som arkadspel utvecklad av Data East 1987, släppte senare till Amiga, Amstrad CPC, Atari ST, Commodore 64 och ZX Spectrum.

## The Real Ghostbusters (Game Boy)
1993 släpptes The Real Ghostbusters till Game Boy.  Spelare tar rollen som Peter Venkman i ett äventyrsspel där han samlar nycklar till dörrar som sen leder till nya nivåer.

## Ghostbusters 2
Ghostbusters 2 släpptes till ett flertal datorer och spelkonsoler. Alla utvecklade av Activision. I en av spelens banor går spelaren ner under ett avloppssystem beväpnad med Proton Pack samtidigt dyker händer ur väggarna. Till NES var det ett helt annat spel där spelaren går omkring, åker Ecto-1, använder Frihetsgudinnan. Senare kom NEW Ghostbusters II utvecklad av HAL Laboratory till NES och Game Boy.

## Ghostbusters (Sega Mega Drive)
1990 släppte Sega Ghostbusters till Mega Drive, spökjägarna åker till olika hus som är hemsökta, Winston Zeddemore medverkar inte.

## Extreme Ghostbusters
Utvecklades till Game Boy Color 2001 av Shadow Production. Spelaren väljer att spela Kyle, Garret, Roland och Eduardo från TV-serien och fånga spöken i New York.

## Extreme Ghostbusters: The Ultimate Invasion
Ett TV-spel från 2004 utvecklat av LSP, Extreme Ghostbusters: The Ultimate Invasions innehåll påminner om Time Crisis.

## Ghostbusters (mobilspel 2006)
Släpptes till Verizon, Sprint, Tmobile, Cingular (numera AT&T). Ghostbusters blir kontaktat av en affärsman som ber deras hjälp att fånga spöken i hans hem.

## Ghostbusters: The Video Game
Huvudartikel: Ghostbusters: The Video Game

## Ghostbusters: Sanctum of Slime
Ghostbusters: Sanctum of Slime är ett äventyrsspel släppt 2011, utvecklad av Behaviour Interactive och utgiven av Atari. Man kan spela upp till fyra spelare och styr medlemmar i Ghostbusters som ska besegra spöken. Spelet släpptes till Xbox Live, Playstation Network och Windows. Spelaren kan välja att spela som nya medlemmarna Alan Crendall, Samuel "Sammy" Hazer, Bridget Gibbons eller Gabriel Sitter.